# Hydropsyche demora
Hydropsyche demora är en nattsländeart som beskrevs av Ross 1941. Hydropsyche demora ingår i släktet Hydropsyche och familjen ryssjenattsländor. Inga underarter finns listade i Catalogue of Life.